# صرخة 3
صرخة 3 (بالإنجليزية: Scream 3)‏ هو فيلم رعب أمريكي لعام 2000 وثالث أفلام سلسلة أفلام السلاشر الأمريكية سكريم من إخراج ويس كرافن، وبطولة كورتني كوكس، ونيف كامبل وديفيد أركيت.

## القصة
يتم قتل «كوتون» «ييف شرايبر» وصديقته «كيلي روثرفورد»، ويُترك في مسرح الجريمة صورة لوالدة «سيدني» «نيف كامبل»، ويتم قتل طاقم عمل وودسبرو، ويبقي منهم: «جنيفر» «باركر بوزي» و«جيل» «كورتني كوكس» و«ديوي» «ديفيد أركيت» و«رومان» «سكوت فولي» و«أنجيلا» «إيميلي مورتيمير»، ثم تعود «سيدني» ويريها المحقق «كينديد» صور لوالدتها، وبعدها يتصل القاتل بسيدني ويقول لها: («جبل» و«ديوي» رهينتا عندي)، ثم يكشف هويته لـسيدني وأن القاتل هو «رومان»، وأيضاً يكون شقيق «سيدني» غير الأخ، ثم يظهر المحقق «كينديد» ويقوم «رومان» بضربه، ويقوم بمحاولة قتل «سيدني» وإطلاق النار عليها، وثم تختفي «سيدني» وتقوم بطعن أخيها، وثم يقوم بمحاولة قتل «سيدني» مرة أخري ليطلق «ديوي» النار علي رأسه ويموت.

## وصلات خارجية
- صرخة 3 على موقع IMDb (الإنجليزية)
- صرخة 3 على موقع ميتاكريتيك (الإنجليزية)
- صرخة 3 على موقع روتن توميتوز (الإنجليزية)
- صرخة 3 على موقع نتفليكس (الإنجليزية)
- صرخة 3 على موقع قاعدة بيانات الأفلام العربية
- صرخة 3 على موقع ألو سيني (الفرنسية)
- صرخة 3 على موقع Turner Classic Movies (الإنجليزية)
- صرخة 3 على موقع أول موفي (الإنجليزية)
- صرخة 3 على موقع بوكس أوفيس موجو (الإنجليزية)
- صرخة 3 على موقع فيلمافينيتي (الإسبانية)